# Miss Sadie Thompson
Miss Sadie Thompson är en amerikansk musikalisk dramafilm från 1953 i regi av Curtis Bernhardt. Filmen är baserad på W. Somerset Maughams novell "Miss Thompson". Berättelsen hade tidigare filmats 1928 med Gloria Swanson, 1932 med Joan Crawford samt 1946.
I huvudrollerna ses Rita Hayworth, Aldo Ray och José Ferrer.

## Handling
En lättfärdig och livfull barsångerska från Hawaii, en religiös fanatiker och en kärlekskrank marinsoldat möts på Samoa och för en kamp kring synd, kärlek och frälsning, strax efter andra världskrigets slut, alltmedan Sadie Thompson sjunger flera sånger, däribland den Oscarsnominerade "Blue Pacific Blues".

## Rollista i urval
- Rita Hayworth - Sadie Thompson
- José Ferrer - Alfred Davidson
- Aldo Ray - Sgt. Phil O'Hara
- Russell Collins - Dr. Robert MacPhail
- Diosa Costello - Ameena Horn
- Harry Bellaver - Joe Horn
- Wilton Graff - guvernören
- Peggy Converse - Mrs. Margaret Davidson
- Henry Slate - Pvt. Griggs
- Rudy Bond - Pvt. Hodges
- Charles Bronson - Pvt. Edwards (som Charles Buchinsky)
- Frances Morri - Mrs. MacPhail

## Musik i filmen i urval
- "Hear No Evil, See No Evil (Speak No Evil)", musik av Lester Lee, text av Allan Roberts, framförd av Rita Hayworth (dubbad av Jo Ann Greer)
- "The Heat Is On!", musik av Lester Lee, text av Allan Roberts, framförd av Rita Hayworth (dubbad av Jo Ann Greer)
- "Sadie Thompson's Song (The Blue Pacific Blues)", musik av Lester Lee, text av Ned Washington, framförd av Rita Hayworth (dubbad av Jo Ann Greer)